# Грицишин Ярослава Семенівна
Ярослава Семенівна Грици́шин (нар. 1 лютого 1937, Костяшин) — українська вишивальниця, заслужений майстер народної творчості УРСР з 1984 року.

## Біографія
Народилася 1 лютого 1937 року в селі Костяшині (нині Грубешівський повіт Люблінського воєводства, Польща). Працювала на Івано-Франківській фабриці художніх виробів. Виготовляла сорочки (зокрема «Гуцулка»), блузи, наволочки, серветки, рушники.